# Gwen Farrar
Gwendoline "Gwen" Farrar (Londres, 14 de julio de 1897 - 25 de diciembre de 1944) fue una duetista, violonchelista, cantante, actriz y comediante inglesa.

## Biografía
Gwendoline Farrar nació el 14 de julio de 1897,en 108 Park Street, Londres. Era la tercera hija de Sir George Farrar, una figura destacada de la minería y la política sudafricana, y de Ella Mabel Waylen (c.1869-1922). Asistió brevemente a la escuela Heathfield y luego se formó como violonchelista clásica con Herbert Walenn. Recibió su Licenciatura en la Real Academia de música en 1917.

## Carrera

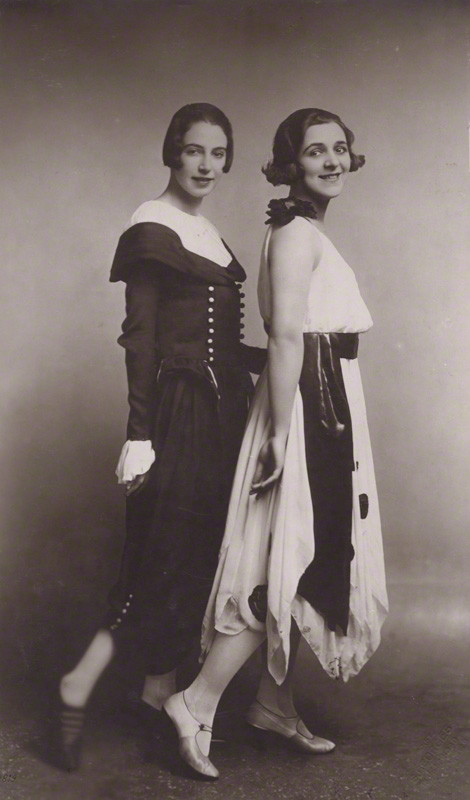
Gwen Farrar y Norah Blaney, años 20

Se hizo famosa después de la Primera Guerra Mundial con el dúo que formó con Norah Blaney, que también era su pareja sentimental. Entre 1921 y 1924 actuaron en los principales teatros de variedades de Londres y provincias, así como en los espectáculos de cabaret: Pot Luck! (1921), protagonizada por Jack Hulbert y Beatrice Lillie; Rats (1923), protagonizada por Alfred Lester y Gertrude Lawrence; ¡Sí! (1923), protagonizada por AW Bascomb, Norah Blaney y Gwen Farrar, todas ellas presentadas por André Charlot en el Vaudeville Theatre, Strand, Londres; The Punch Bowl (1924), en el Duke of York's Theatre, Londres, con Alfred Lester, Billy Leonard, Sonnie Hale, Ralph Coram, Hermione Baddeley y Marjorie Spires.
En solitario, Farrar apareció en: la revista White Birds (His Majesty's Theatre, Londres, 1927), protagonizada por Maurice Chevalier, Anton Dolin, Billy Mayerl, José Collins y Maisie Gay; Wonder Bar (Savoy Theatre, Londres, 1930), una "obra musical de la vida nocturna"; After Dinner (Gaiety Theatre, Londres, 1932) que tuvo sólo quince funciones.
Blaney y Farrar volvieron a actuar juntas en La casa que Jack construyó (producida originalmente en el Adelphi Theatre, Londres, 1929) con Jack Hulbert y Cicely Courtneidge tras su traslado al Winter Garden en 1930.
Farrar apareció también en tres películas británicas: She Shall Have Music (1935), con Jack Hylton; Beloved Imposter (1936), que contó con la popular pianista Leslie Hutchinson; y Take a Chance (1937), con Binnie Hale, Claude Hulbert y Harry Tate.

## Vida personal
En el momento de la muerte de su padre, la familia Farrar vivía en Chicheley Hall, Buckinghamshire, que su padre le había alquilado a John G. Chester, cuya familia había sido propietaria desde el siglo XVI. La muerte de su padre dejó a Farrar una cómoda fortuna que, además de sus propios ingresos en el escenario, la convirtió en una mujer independiente. Después de la muerte de su madre, algunas de sus hermanas continuaron viviendo como inquilinas en Chicheley Hall.
Durante un tiempo vivió en Effingham, Surrey, con Blaney. Era amiga de Radclyffe Hall y de Joe Carstairs y su círculo. Estuvo vinculada sentimentalmente con la actriz Tallulah Bankhead cuando esta última vivía en Londres.
Murió tras una breve enfermedad el 25 de diciembre de 1944.
Una obra de 2014, All The Nice Girls de Alison Child y Rosie Wakley, cuenta la relación personal y profesional de Gwen Farrar y Norah Blaney. Child también es la autora de Dime que estoy perdonado: la historia de las estrellas olvidadas Gwen Farrar y Norah Blaney.